# Paka nížinná
Paka nížinná, rovněž aguti paka nebo tlamák bahní (Cuniculus paca), je hlodavec z čeledi pakovití a rodu Cuniculus. Dříve byl řazen do čeledi agutiovití (Dasyproctidae). Popsal jej Carl Linné v roce 1766.

## Výskyt
Paka nížinná má rozsáhlý areál výskytu od severovýchodního Mexika po Paraguay, severní Argentinu a jihovýchodní Brazílii. Byla introdukována do Alžírska a na Kubu. K životu dává přednost tropickým stálezeleným a tropickým částečně opadavým lesům, avšak žije i na jiných stanovištích, jako jsou mangrovníkové porosty. Průměrná nadmořská výška, ve které žije, činí 1 600 m n. m. Hustota populace závisí na dostupnosti potravy, vody, přítomnosti predátorů a dalších faktorech.

## Popis
Paka nížinná má robustně stavěné tělo, samci měří na délku 65 až 82 cm, samice jsou menší a dosahují délky 60 až 70 cm; u tohoto druhu je vyvinut pohlavní dimorfismus. Hmotnost se odhaduje na 7–12 kg, jedná se mj. o největšího hlodavce Mexika. Nohy jsou krátké, ocas zakrnělý. Přední tlapy jsou opatřeny 4 prsty, zadní 5. Lebka měří zhruba 19 cm. Celkový zubní vzorec činí I 1/1, C 0/0, PM 1/1, M 3/3 = 20. Srst je červenohnědá, se světlejším břichem a bílými skvrnami na bocích.
Zajímavou adaptací pak je jejich modifikovaný jařmový oblouk, který slouží jako rezonanční komora k vydávání dunivých zvuků.

## Chování
Paky nížinné přes den obývají nory, které si vyhrabávají 2 až 6 m hluboko. Na yucatánském poloostrově k odpočinku využívají jeskyně. Paky vytvářejí stálé páry, samec a samice nicméně nesdílejí stejnou noru. Chrání území o rozloze 3–4 ha a značí si jej rozstřikováním sekretů ze žláz blízko konečníku. Jedná se o noční zvířata, orientující se především sluchem a čichem, mají však také dobrý zrak, podporovaný mj. vrstvou tapetum lucidum. Predátory zastrašují zvuky připomínajícími chrochtání až vrčení. Živí se zejména plody, například z pouterie sapoty (Pouteria sapota), mlékovce obecného (Brosimum alicastrum), hruškovce přelahodného (Persea americana) nebo druhu Dialium guianense. Rozmnožování nastává během celého roku, estrální cyklus trvá průměrně 32,5 dní. Po období březosti, jež trvá asi 97–118 dnů, se samici narodí jedno až dvě plně vyvinutá mláďata, o která se stará 8 týdnů. Matku v případě potřeby přivolávají mňoukavými zvuky. Odstav od mateřského mléka nastává zhruba ve 3 měsících života mláďat a pohlavní dospělosti dosahují po alespoň 8 měsících. Maximální věk činí zhruba 12,5 let. Mezi nepřátele pak nížinných se řadí například jaguáři američtí (Panthera onca), mezi parazity byl zaznamenán měchožil Echinococcus vogeli.

## Ohrožení
Paka nížinná je často lovena pro maso, které se prodává jako bush meat. V jihovýchodní části areálu výskytu populace klesly kvůli ničení přirozeného prostředí. Kvůli rozsáhlému areálu výskytu společně s velkou populací je však paka nížinná řazena mezi málo dotčené druhy. Vyskytuje se v řadě chráněných oblastí.